# For the Love of Mike (1927)
For the Love of Mike is een Amerikaanse dramafilm uit 1927 onder regie van Frank Capra. De film werd destijds in Nederland uitgebracht onder de titel Drie vaders.

## Verhaal
De Ier Patrick O'Malley, de Duitser Herman Schultz en de Jood Abraham Katz nemen de zorg voor op zich voor de weesjongen Mike. Ze adopteren hem en betalen voor zijn studie aan de universiteit. Daar maakt hij kennis met Mary.

## Rolverdeling
| Acteur            | Personage        |
| ----------------- | ---------------- |
| Claudette Colbert | Mary             |
| Ben Lyon          | Mike             |
| George Sidney     | Abraham Katz     |
| Ford Sterling     | Herman Schultz   |
| Hugh Cameron      | Patrick O'Malley |
| Richard Gallagher | Coxey Pendleton  |
| Rudolph Cameron   | Henry Sharp      |
| Mabel Swor        | Evelyn Joyce     |